# Enaire
Enaire es una empresa pública española que tiene asignada la gestión de la navegación aérea en España, certificada para la prestación de servicios de control de ruta, aproximación y aeródromo. Como entidad, adscrita al Ministerio de Transportes y Movilidad Sostenible, es responsable del control del tránsito aéreo, la información aeronáutica y las redes de comunicación, navegación y vigilancia necesarias para que las compañías aéreas y sus aeronaves vuelen de forma segura, fluida y ordenada por el espacio aéreo español. 
Hasta el 5 de julio de 2014, se denominaba Aeropuertos Españoles y Navegación Aérea (AENA), fecha en la que cambió su nombre a Enaire. Su filial Aena Aeropuertos pasó a ser simplemente Aena.
Es el cuarto proveedor de navegación aérea en Europa por volumen de tráfico aéreo, con aproximadamente 2 millones de vuelos al año. Enaire se encarga de controlar 2,2 millones de kilómetros cuadrados de espacio aéreo, que comprenden área continental y oceánica, desde cinco centros de control aéreo (Barcelona, Canarias, Madrid, Baleares y Sevilla) y 21 torres de control. Además gestiona los vuelos que entran a Europa desde América y África al ser España la puerta de entrada para enlazar el tráfico de África y Suramérica con Europa, especialmente con Alemania, Francia y Reino Unido. Es capaz de adaptarse a la estacionalidad del tráfico aéreo en España que, en temporada de verano, como segundo país mundial receptor de turistas, incrementa considerablemente el número de vuelos.
Enaire invierte en investigación y tecnología de su sector y participa en proyectos de la Unión Europea relacionados con la implantación del Cielo Único Europeo como el grupo A6, y la alianza Europa iTEC (con Indra y los proveedores de navegación aérea NATS (Reino Unido), DFS (Alemania), LVNL (Países Bajos), Avinor (Noruega), PANSA (Polonia) y Oro Navigacija (Lituania). También es miembro de CANSO.
Enaire es propietario del 51% del capital de Aena, S. A., el operador de los aeropuertos de interés público del estado, tras una polémica privatización del 49% restante. Aena es el mayor gestor aeroportuario del mundo, con una red de 46 aeropuertos y 2 helipuertos en España. Entre ellos están: Adolfo Suárez Madrid-Barajas, Barcelona-El Prat, Palma de Mallorca o Málaga-Costa del Sol. Esta red registra más de 207 millones de pasajeros al año. Asimismo, Aena tiene participaciones minoritarias en sociedades que gestionan 15 aeropuertos en Reino Unido, Colombia y México.

## Funciones
Conforme a la Ley 9/2010, Enaire es la empresa designada por el Estado para el suministro de los servicios de tránsito aéreo en las fases de ruta y aproximación.
Las funciones de Enaire en navegación aérea son:
- La planificación, dirección, coordinación, explotación, conservación y administración del tráfico aéreo, de los servicios de telecomunicaciones e información aeronáutica (publicación de cartas de navegación aeronáutica), así como de las infraestructuras, instalaciones y redes de comunicaciones del sistema de navegación aérea. El objetivo es que las aeronaves que se desplazan por el espacio aéreo español obtengan la máxima seguridad, fluidez, eficacia y puntualidad.
- La elaboración y la aprobación de distintos tipos de proyectos, además de la ejecución y gestión de control de las inversiones.
- La evaluación de las necesidades y propuestas para nuevas infraestructuras, al igual que las posibles modificaciones en la ordenación del espacio aéreo.
- La participación en la formación aeronáutica específica y sujeta a la concesión de licencias oficiales.

Los servicios de navegación aérea los proporciona con los siguientes equipos e instalaciones:
- 5 centros de control (Barcelona, Canarias, Madrid, Palma de Mallorca y Sevilla).
- 21 torres de control (Adolfo Suárez-Madrid Barajas, Almería, Asturias,[9] Barcelona-El Prat, Bilbao, Gerona-Costa Brava, Gran Canaria, Federico García Lorca Granada-Jaén, Palma de Mallorca, Málaga-Costa del Sol, Melilla, Menorca, Reus, San Sebastián, Santiago de Compostela, Seve Ballesteros-Santander, Tenerife Norte, Tenerife Sur y Vitoria).
- 136 radioayudas que prestan apoyo al guiado en ruta.
- 50 radioayudas que prestan guiado en los aeropuertos.
- 49 sistemas de vigilancia en ruta, en las proximidades de los aeropuertos y en la superficie del campo de vuelos.
- 18 centros de comunicaciones para cubrir las comunicaciones tierra/tierra y tierra/aire.
- 83 nodos de comunicaciones para la transmisión de datos.[10]

Enaire realiza la coordinación operativa nacional e internacional de la red española de gestión del tráfico aéreo mediante una gestión eficiente del espacio aéreo y teniendo en cuenta el respeto al medio ambiente y las necesidades de los usuarios.
Estos servicios se prestan desde las cinco direcciones regionales de Enaire: Centro-Norte, Este, Canaria, Sur y Balear, cuyas sedes se ubican respectivamente en los centros de control (ACC) de Madrid, Barcelona, Gran Canaria, Sevilla y Palma de Mallorca.

## Historia
En 1958, por la Ley 26 de diciembre de 1958, se creó la Junta Nacional de Aeropuertos, como corporación de derecho público con carácter autónomo, bajo la dependencia del Ministerio de Aire que, con la Ley de 26 de diciembre de 1958, de Régimen Jurídico de las Entidades Estatales Autónomas, pasó a ser el Organismo Autónomo Aeropuertos Nacionales (OAAN).
Como consecuencia de la Ley de Navegación Aérea, nace el Organismo Autónomo Aeropuertos Nacionales (OAAN) adscrito al Ministerio del Aire y dependiente de la Subsecretaría de Aviación Civil. En 1963 se creó la Subsecretaría de Aviación Civil dentro del Ministerio del Aire (aún Administración militar), a la cual quedó adscrito el OAAN (Organismo Autónomo Aeropuertos Nacionales).
España firma un acuerdo con Eurocontrol de estado asociado en 1972. El Organismo Autónomo Aeropuertos Nacionales, dependiente del Ministerio del Aire, rubrica un convenio con Eurocontrol como contraprestación al uso de la Red de Ayudas a la Navegación Aérea.
En 1977, la creación del Ministerio de Transportes y Comunicaciones implicó la integración de la Subsecretaría de Aviación Civil dentro de la Administración civil del Estado.
En 1982 la desaparición de la Subsecretaría de Aviación Civil dio se recuperó la antigua Dirección General de Aviación Civil (DGAC), asumiendo las competencias legislativa y normativa, así como las de navegación aérea. Dentro del Ministerio de Transporte, Turismo y Comunicaciones queda encuadrado el OAAN (Organismo Autónomo de Aeropuertos Nacionales).

### Creación del ente público Aeropuertos Españoles y Navegación Aérea
Por Real Decreto 905/1991, de 14 de junio, se aprueba el estatuto del ente público Aena cuya entrada en vigor tuvo lugar el 19 de junio de 1991, al día siguiente de su publicación en el BOE. Las directrices de actuación del nuevo ente se fijaron por el Gobierno a través del entonces Ministerio de Transportes, Turismo y Comunicaciones, hoy Fomento, encomendándole las competencias de gestión de la red de aeropuertos españoles, las instalaciones y redes de ayuda a la navegación aérea y el control de la circulación aérea.
El 29 de junio de 1990, en aplicación del Art. 82 Ley 4/1990, de 29 de junio de 1990, se crea el ente público Aeropuertos Españoles y Navegación Aérea (AENA), adscrito al Ministerio de Transportes, Turismo y Comunicaciones.
El 2 de noviembre de 1991 inicia la prestación de servicios aeroportuarios y, un año más tarde, el 2 de noviembre de 1992, Aena comienza a prestar servicios en materia de navegación aérea.

#### Puesta en servicio del SACTA en los Centros de Control Aéreo
Habiéndose iniciado su desarrollo en 1984, fue puesto en servicio operativo el SACTA, Sistema Automatizado de Control del Tránsito Aéreo, en el Centro de Control de Palma de Mallorca en el año 1990. En 1991 entra en servicio en el Centro de Control de Tránsito Aéreo de Madrid y, en 1992, en Centro de Control de Tránsito Aéreo de Sevilla. En los Centros de Control de Tránsito Aéreo de Barcelona y Canarias es instalado en 1994.

#### Entrada de España en Eurocontrol
En 1997 España se une a Eurocontrol como miembro de pleno derecho.

#### Nuevos centros de control del tráfico aéreo
El 19 de junio de 2001 entra en operación el nuevo Centro de Control de Tránsito Aéreo de Sevilla, en sustitución del anterior situado en El Judío. El Centro de Control Aéreo de Sevilla fue el primero de España, habiendo iniciado su andadura en el año 1952.
El 23 de febrero de 2005 entra en funcionamiento el nuevo Centro de Control de Tránsito Aéreo de Barcelona.

#### Primer sistema de planes de vuelo a nivel europeo
Aena, DFS y NATS, proveedores de servicios de navegación aérea de España, Alemania y Reino Unido; firmaron un acuerdo para desarrollar conjuntamente el primer sistema de planes de vuelo a nivel europeo.

### Entra en servicio el primer aeropuerto privado: Aeropuerto de Ciudad Real
Entra en servicio el Aeropuerto de Ciudad Real, el primer aeropuerto privado, declarado de interés general, sin pertenecer a la red de Aena, siendo Aena el prestador de servicios de navegación aérea en dicho aeropuerto. Este aeropuerto posteriormente quiebra y cierra, dejando de prestarse servicios aeronáuticos en el mismo.

#### Liberalización del control de aeródromo
El 14 de abril de 2010 se publica la ley 9/2010 por la que se regula la prestación de servicios de tránsito aéreo y se establecen las obligaciones de los proveedores civiles de dichos servicios, además de fijarse determinadas condiciones laborales para los controladores civiles de tránsito aéreo. Con esta ley se liberaliza el servicio de control de aeródromo.
El Aeropuerto de Lérida-Alguaire inicia sus operaciones en enero de 2010 y es el primer aeropuerto autonómico, ajeno a la red de Aena, en recibir los servicios de navegación aérea de Aena y, más tarde, de Enaire.

### Segregación de los aeropuertos (2010)
Por acuerdo del Consejo de Ministros de 25 de febrero de 2011, se crea la sociedad mercantil Aena Aeropuertos, S. A., como desarrollo del Real Decreto Ley 13, de 3 de diciembre de 2010, de actuaciones en el ámbito fiscal, laboral y liberalizadoras para fomentar la inversión y creación de empleo, que incluía en su texto legislativo la modernización del sistema aeroportuario mediante la implantación de un nuevo modelo de gestión.
Por Orden Ministerial de 7 de junio de 2011, se acordó el inicio de la actividad de Aena Aeropuertos, S.A., a la que se le atribuye el conjunto de funciones y obligaciones que la entidad pública empresarial Aena ejercía en materia de gestión y explotación de los servicios aeroportuarios.
Acuerdo de prestación de servicios entre Aena Aeropuertos y Aena (entidad pública empresarial).
El 18 de enero de 2012, José Manuel Vargas Gómez, es nombrado director general-presidente de la entidad pública empresarial Aeropuertos Españoles y Navegación Aérea (AENA).

#### Acuerdo entre España y Portugal sobre bloque funcional de espacio aéreo)
El 17 de marzo de 2013 España y Portugal firman el acuerdo para el establecimiento del espacio aéreo del suroeste. Fue firmado por la ministra de Fomento, Ana Pastor Julián, y el ministro de Economía y Empleo de Portugal, Álvaro Santos Pereira, para establecer un bloque funcional para la gestión de los espacios aéreos de España y Portugal (SW FAB-zona suroeste de Europa).

### Cambio de nombre y privatización parcial (2014)

#### La entidad pública empresarial Aeropuertos Españoles y Navegación Aérea se renombra ENAIRE
El 5 de julio de 2014, en preparación para la privatización, el ente público cambió su nombre Enaire, y su filial (entonces participada al 100%) Aena Aeropuertos pasó a ser Aena.  Mediante el Real Decreto Ley 8, de 4 de julio de 2014 se produce el cambio de denominación de la sociedad mercantil Aena Aeropuertos, S.A., que pasa a denominarse Aena, S.A. ENAIRE continúa con la misma naturaleza y régimen jurídico previsto para la entidad pública empresarial Aena, ejerciendo las competencias en materia de navegación civil y espacio aéreo, además de la coordinación operativa nacional e internacional de la red nacional de gestión del tráfico aéreo civil.
El secretario de Estado de Infraestructura, Transporte y Vivienda, Rafael Catalá Polo, asume la presidencia de la entidad pública empresarial ENAIRE el 15 de julio de 2014. Con su nombramiento posterior como ministro de Justicia, mediante Real Decreto 851/2014, de 3 de octubre, es nombrado Secretario de Estado de Infraestructuras, Transporte y Vivienda, Julio Gómez-Pomar Rodríguez que asume la presidencia de la entidad.

#### Privatización parcial de los aeropuertos
El Consejo de Ministros aprobó el 13 de junio de 2014 la entrada de un 49% de capital privado en Aena Aeropuertos, valorado en los mercados en el momento de anunciar la operación en unos 2500 millones de euros. El restante 51% quedará en manos del Estado a través de Enaire. Queda fuera de esa operación de entrada de capital privado la parte de Navegación Aérea.
La privatización parcial de Aena Aeropuertos se realizó en dos tramos: primero Enaire vendió un 21% de las acciones de la compañía a inversores institucionales, con el objetivo de tener un núcleo duro estable en el capital; y en segundo lugar, sacó a Bolsa un 28% de las acciones mediante una Oferta Pública de Venta (OPV), en noviembre de 2014. La operación se pone en marcha con la compañía en una situación financiera muy saneada, después de cerrar el ejercicio de 2013 con un beneficio de 597 millones de euros. Aena S.A., cotiza bolsa desde el 11 de febrero de 2015.

#### Acuerdo iTEC entre Enaire, DFS, NATS, LVNL e Indra
Se firma el acuerdo sobre el Grupo iTEC (Interoperability Through European Collaboration) por parte de los proveedores de navegación aérea de España (Enaire), Alemania (DFS), Reino Unido (NATS) y Holanda (LVNL), y la empresa española Indra, para el desarrollo de la futura posición de control aéreo en Europa.

## Filiales

### Aena
Enaire es propietario del 51% de las acciones de Aena que explota 46 aeropuertos en España y posee participaciones minoritarias en otros en el extranjero. Aena explota todos los aeropuertos de interés público de España y algunas bases aéreas en régimen mixto con las Fuerzas Armadas de España. Además explota el Helipuerto de Ceuta y el Helipuerto de Algeciras, los únicos helipuertos de la red.
Históricamente, las inversiones en el extranjero estaban gestionadas a través de la filial Aena Desarrollo Internacional (100%), pero esta sociedad y Clasa fueron fusionadas con Aena Aeropuertos cuando esta última sociedad se creó. Aena cuenta con participaciones minoritarias en aeropuertos de México, Jamaica, Estados Unidos, Cuba, Colombia, Bolivia, Reino Unido, Angola y Suecia:
- Sociedad Aeroportuaria de la Costa (SACSA), participada con el 37,89% por Aena Aeropuertos Internacional, es la entidad concesionaria del Aeropuerto de Cartagena de Indias, en Colombia.
- Aerocali, participada con el 33,34% por Aena Aeropuertos Internacional, S.A., es la entidad concesionaria del Aeropuerto de Cali, en Colombia.
- Aeropuertos Mexicanos del Pacífico (AMP), sociedad que controla el 15% de las acciones de Grupo Aeroportuario del Pacífico y en la que Aena Aeropueros Internacional, S.A. participa con el 33,33% del capital en calidad de socio operador. El Grupo Aeroportuario del Pacífico gestiona aeropuertos de México y Jamaica.
- Aeropuerto de Londres-Luton.
- Aeropuerto de Luanda. Aena Aeropuertos Internacional tiene un contrato con la Empresa Nacional de Exploraçao de Aeroportos e Navegaçao Aérea de Angola (ENANA) para la prestación de servicios de consultoría en operación y seguridad aeroportuaria en este aeropuerto.

### Ineco
Enaire también tiene participaciones en Ingeniería y Economía del Transporte (INECO) (45,85%). El resto de su accionariado se reparten entre Renfe Operadora (12,78%) y Adif (41,37%). Ineco está especializada en la realización de estudios y proyectos vinculados al sector del transporte y las telecomunicaciones. Creada hace más de cuarenta años, ha participado en todos los grandes proyectos de infraestructuras en aeropuertos, ferrocarriles y carreteras realizados en España y en otros muchos internacionales.

### CRIDA
Bajo la forma jurídica de Agrupación de Interés Económico, ENAIRE (66,66%), Ineco (16,67%) y la Universidad Politécnica de Madrid (16,67%) constituyeron el Centro de Referencia de Investigación, Desarrollo e Innovación ATM (CRIDA) para la realización de actividades de I+D+i en el ámbito ATM encaminadas a mejorar las prestaciones (en particular seguridad, capacidad y eficiencia económica y medioambiental) del sistema de navegación aérea español como parte integrante de un sistema global.
Además, ENAIRE posee participaciones en: EMGRISA (0,08%), Grupo Navegación por Satélite Sistemas y Servicios (19,3%), GroupEAD (36%) y Barcelona Regional (11,76%).